# Kollisionzon
En kollisionszon är ett område där kontinentalplattorna stöter mot varandra. Vid dessa kollisionszoner bildas antingen höga veckberg eller djuphavsgravar, till exempel Marianergraven som är 11 000 m djup. 

När plattorna stöter emot varandra är det oftast en av de som åker under den andra och det är nästan alltid den tunnare plattan. Om en platta är tjockare eller tunnare är oftast beroende på om det är en oceanplatta eller landpatta. Oceanplattor är tunnare eftersom vattnet har vittrat/nött ner plattan.
När plattorna stöter emot varandra hakar de ofta upp sig lite, då byggs en spänning upp eftersom plattorna vill fortsätta röra på sig. Men när spänningen släpper skjuts den översta plattan snabbt upp och om detta sker under vatten bildas en tsunami, annars bildas en jordbävning. 
En kollisionszon kan däremot inte inträffa i Sverige på grund av att Sverige ligger mitt på en platta.